# Alfredo Zitarrosa
Alfredo Zitarrosa (né le 10 mars 1936 à Montevideo, Uruguay ; mort le 17 janvier 1989 dans la même ville) était un chanteur, compositeur, poète, écrivain et journaliste uruguayen. Considéré comme l'une des plus importantes figures de la musique populaire de son pays et de toute l'Amérique latine.

## Jeunesse
Fils naturel de Jesusa Blanca Nieve Iribarne (Blanca), qui lui donna le jour (à l'âge de 19 ans) à l'hôpital Pereira Rossell de Montevideo, il y fut enregistré sous le nom de Alfredo Iribarne.
Peu après sa naissance, il fut confié par sa mère au ménage formé par Carlos Duran (homme qui exerça de multiples métiers) et son épouse, Doraisella Carbajal, employée alors au Conseil de l'enfance. Devenu Alfredo "Pocho" Duran, il vécut avec eux dans divers quartiers de Montevideo, avant de partir vivre dans le bourg proche de Santiago Vazquez entre 1944 et la fin de 1947. Durant cette période, il fit de fréquents séjours dans la campagne proche de Trinidad, la capitale du Département de Flores d'où était originaire sa mère adoptive. Cette expérience enfantine le marqua à toujours, et on la perçoit nettement dans son répertoire qui se compose majoritairement de rythmes et chansons d'origine paysanne, principalement des milongas.
Après être revenu brièvement à Montevideo avec sa famille adoptive, il partit vivre (au début de son adolescence) avec sa mère biologique et son mari, l'Argentin Alfredo Nicolás Zitarrosa, qui finira par lui donner son nom. Avec sa sœur récemment née, ils vivaient au lieu-dit connu actuellement sous le nom de Rincón de la Bolsa, au km. 29,5 de l'ancienne route de Colonia, San José Département. Sur la base, il a commué pour étudier au Lycée à [Montevideo, où il a finalement déménagé dans sa prime jeunesse. Il a d'abord vécu avec cette Duran, puis à la pension de Mme Ema, située à Cologne coin de la rue. Medanos (Barrios Amorín aujourd'hui), à remplir après le fameux grenier de la maison qui fonctionne comme une pension et était détenue par Blanca Iribarne, sa mère, sise dans la rue Yaguarón (aujourd'hui Aquiles Lanza) 1021, en face de la place actuellement Son nom et compte tenu du Cimetière central. Il a travaillé, entre autres fonctions, comme un vendeur de meubles, d'abonnement à une société médicale, le travail de bureau et d'une imprimerie. Plus tard, il évoquera avec une affection particulière son premier employeur, un certain Pachelo, qui lui fut présenté par un de ses compagnons habituels de voyage lors de ses trajets quotidiens à Montevideo durant sa période lycéenne.

## Carrière artistique
Il a commencé dans le milieu artistique en 1954, en tant que speaker à la radio, s'essayant en tant que présentateur, animateur, scénariste, présentateur de journal, ou même acteur de théâtre. Il fut aussi écrivain, poète et même journaliste à l'hebdomadaire Marcha.
Alors qu'il se trouvait au Pérou, contraints par les circonstances et un peu par hasard, il fit ses débuts professionnels en tant que chanteur le 20 février 1964, dans un programme diffusé par la chaîne 13, Panamericana de Televisión, inaugurant ainsi une carrière jamais plus interrompue. Zitarrosa raconte ainsi son expérience : "No tenía ni un peso, pero sí muchos amigos. Uno de ellos, César Durand, regenteaba una agencia de publicidad y por sorpresa me incluyó en un programa de TV, y me obligó a cantar. Canté dos temas y cobré 50 dólares. Fue una sorpresa para mí, que me permitió reunir algunos pesos…" (Je n'avais pas même un peso, mais de nombreux amis. L'un d'eux, Cesar Durand, qui dirigeait une agence de publicité, m'a inscrit à mon insu à une émission de télé, et m'a forcé à chanter. J'ai chanté deux chansons et touché 50 dollars. Ce fut une surprise pour moi, qui m'a permis d'acquérir quelques pesos…).
Peu après, passant par la Bolivie pour revenir en Uruguay, il participa à diverses émissions de Radio Altiplano de La Paz, faisant ses débuts plus tard à Montevideo, en 1965, dans l'auditorium du SODRE (Service Officiel de Diffusion Radioélectrique). Sa participation à cet espace, lui servit de tremplin pour être invité, au début de l'année 1966, au déjà fameux festival argentin de Cosquín (auquel il reviendra en 1985).
Dès le début, il fut reconnu comme l'une des grandes voix de la chanson populaire latino-américaine, avec des racines clairement à gauche et folkloriques. Il cultivait un style contenu et viril, et sa voix et d'une épaisseur typique de l'accompagnement des guitares a donné sa marque de fabrique.

## Du coup d’État de 1973 à l'exil
Son adhésion au Frente Amplio uruguayen de la gauche lui valut l'ostracisme et finalement l'exil pendant les années de dictature. Ses chansons furent également interdites en Argentine, au Chili et en Uruguay par les régimes dictatoriaux qui dirigèrent ces pays. À partir du 9 février 1976, il vécut successivement en Argentine, en Espagne et au Mexique.
Après la levée de l'interdiction de sa musique, comme celle de tant d'autres en Argentine après la guerre des Malouines, il se réinstalla à Buenos Aires, où il donna trois récitals mémorables à l'Estadio Obras Sanitarias au début du mois de juillet 1983. Près d'un an après, il rentra en Uruguay, où il reçut un accueil historique et massif le 31 mars 1984, qu'il a décrit comme «l'expérience la plus importante de (sa) vie».